# Mycetina cruciata
Mycetina cruciata is een keversoort uit de familie zwamkevers (Endomychidae). De wetenschappelijke naam van de soort werd in 1783 gepubliceerd door Johann Gottlieb Schaller.